# إيون زلاتارو
إيون زلاتارو (مواليد 17 نوفمبر 1927) هو ملاكم روماني، مثّل بلاده في الألعاب الأولمبية الصيفية 1952.

## روابط خارجية
إيون زلاتارو على موقع أوليمبيديا (الإنجليزية)